# 1986 års Cecilia-psalmbok
Cecilia: katolsk psalmbok var den tredje upplagan av Cecilia, en psalmbok som användes i katolska kyrkan i Sverige (Stockholms katolska stift). Den hade även en ekumenisk del. Upplagan utkom 1986 (samma år som Svenska kyrkans senaste psalmbok, Den svenska psalmboken : antagen av 1986 års kyrkomöte) efter att ett särskilt psalmutskott, tillsatt av Katolska liturgiska nämnden, arbetat med den sedan 1981. I februari 2013 började stiftets församlingar använda den fjärde upplagan, nu kallad Cecilia: Katolsk gudstjänstbok fjärde upplagan.
|     |                                  |
| 520 | Du himlaljusens Skapare          |
| 521 | Hör rösten, manande och klar     |
| 522 | Den värld som under döden lagts  |
| 523 | Alma Redemptóris Mater           |
| 524 | O kom, o kom, Immanuel           |
| 525 | Roráte, caeli, désuper,          |
| 526 | När vintermörkret kring oss står |
| 527 | Dotter Sion, fröjda dig          |
| 528 | Herre, bered oss nu              |
| 528 | Se jungfrun skall föda en son    |

| - Psalmer och hymner, del 1 (ekumenisk del) [nr 1–325] - Lovsång och tillbedjan - Fader, Son och Ande - Treenigheten - Gud, vår Skapare och Fader - Jesus, vår Herre och Broder - Anden, vår hjälpare och tröst - Kyrkan och nådemedlen - Kyrkan - Ordet - Dopet och konfirmationen - Eukaristin – Nattvarden - Helg och gudstjänst - Vigseln – äktenskapet - Vittnesbörd – tjänst – mission - Kyrkoåret - Advent - Jul - Trettondedag jul - Fastan - Passionstiden - Påsk - Kristi himmelfärds dag - Pingst - Övriga helgdagar - Den heliga Stefanos dag (Annandag jul) - Jungfru Marie bebådelsedag - Kristi förklarings dag - Ängladagar - Tacksägelsedagen - Alla helgons dag - Alla själars dag - Vid kyrkoårets slut - Dagens och årets tider - Morgon - Under dagen - Kväll - Årsskifte - Årstiderna - Att leva av tro - Stillhet – meditation - Bönen - Sökande – tvivel - Kallelse - Bättring – omvändelse - Skuld – förlåtelse - Förtröstan – trygghet - Glädje – tacksamhet - Vaksamhet – kamp – prövning - Efterföljd – helgelse - Tillsammans i världen - Framtiden och hoppet - Pilgrimsvandringen - Livets gåva och gräns - Kristi återkomst - Himlen - Den heliga mässan [onumrerade liturgiska melodier] - Kyriale - Svenskt kyriale [nr 326–381] - Latinskt kyriale [nr 382–424] - Psalmer och hymner, del 2 [nr 425–670] - Lovsång och tillbedjan - Fader, Son och Ande - Treenigheten - Gud, vår Skapare och Fader - Jesus, vår Herre och Broder - Anden, vår hjälpare och tröst - Kyrkan och nådemedlen - Kyrkan - Maria - Helgonen - Dopet och konfirmationen - Eukaristin – Nattvarden - Helg och gudstjänst - Vigseln – äktenskapet - Kyrkoåret - Advent - Jul - Trettondedag jul - Fastan - Passionstiden - Påsk - Kristi himmelfärds dag - Pingst - Övriga helgdagar - Kristi kropps och blods högtid - Jesu hjärtas dag - Kristus konungens högtid - Den heliga Stefanos dag (Annandag jul) - Kyndelsmässodagen - Johannes döparens födelse (Midsommardagen) - Kristi förklarings dag - Jungfru Marias upptagning till himmelen - Ängladagar - Alla helgons dag - Alla själars dag - Vid kyrkoårets slut - Dagens och årets tider - Morgon - Kväll - Att leva av tro - Stillhet – meditation - Kallelse - Förtröstan – trygghet - Glädje – tacksamhet - Vaksamhet – kamp – prövning - Efterföljd – helgelse - Tillsammans i världen - Framtiden och hoppet - Pilgrimsvandringen - Livets gåva och gräns - Kristi återkomst - Himlen - Psaltarpsalmer och cantica [nr 671–810] - Psaltarpsalmer - Cantica - Omkväden [att användas till valfria psaltarpsalmer och cantica] - Kyrkans dagliga bön [nr 811–815 samt några onumrerade melodier] - Laudes – Morgonbön - Bön under dagen - Vesper – Aftonsång - Completorium – Bön vid dagens slut |

### Fotnoter
1. ↑  ”Cecilia” (på engelska). Worldcat. 10 mars 1987. https://www.worldcat.org/title/cecilia-katolsk-psalmbok/oclc/185944790&referer=brief_results. Läst 16 oktober 2017.